# Cratere Sebec
Sebec  è un cratere sulla superficie di Marte.